# Enrique de Orozco
Enrique de Orozco y de la Puente, né à Burgos le 23 juillet 1844 et mort en mars 1919, est un militaire et homme politique espagnol, député au Congrès, capitaine général de Vieille-Castille, de Valence et du Pays basque, et directeur général de la Garde civile.

## Biographie
De 1911 à 1914, il est sénateur pour la province d’Alicante.